# 卡佩拉
卡佩拉（葡萄牙語：Capela）是巴西阿拉戈斯州的一个市镇。总面积206.2平方公里，总人口18650人，人口密度90.4人/平方公里。